# Le Pescher

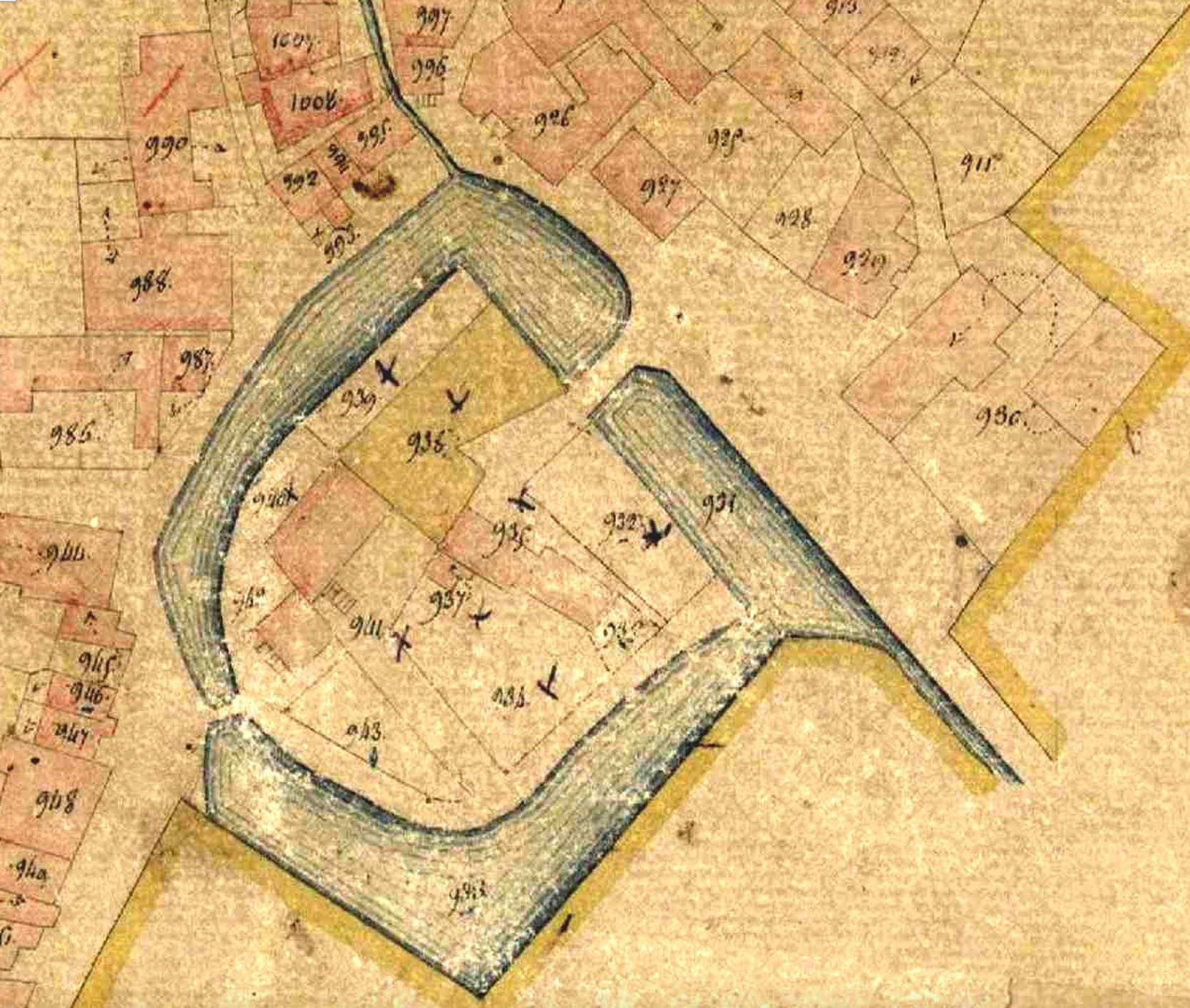
Emprise du château en 1835

Le Pescher [lə pɛʃe] est une commune française située dans le département de la Corrèze en région Nouvelle-Aquitaine.

## Géographie
Commune du Massif central située sur la Sourdoire

### Communes limitrophes
Les communes limitrophes sont  Beynat, Lagleygeolle, Lostanges, Ménoire, Saint-Bazile-de-Meyssac et Sérilhac.

### Climat
Pour des articles plus généraux, voir Climat de la Nouvelle-Aquitaine et Climat de la Corrèze.
Historiquement, la commune est exposée à un climat montagnard.
En 2020, Météo-France publie une typologie des climats de la France métropolitaine dans laquelle la commune est exposée à un climat de montagne et est dans la région climatique  Ouest et nord-ouest du Massif Central, caractérisée par une pluviométrie annuelle de 900 à 1 500 mm, maximale en automne et en hiver.
Pour la période 1971-2000, la température annuelle moyenne est de 12,7 °C, avec  une amplitude thermique annuelle de 15,8 °C. Le cumul annuel moyen de précipitations est de 1 085 mm, avec 12,1 jours de précipitations en janvier et 7,2 jours en juillet. Pour la période 1991-2020, la température moyenne annuelle observée sur la station météorologique la plus proche, située sur la commune d'Argentat-sur-Dordogne à 16 km à vol d'oiseau, est de 12,7 °C et le cumul annuel moyen de précipitations est de 1 145,5 mm,. Pour l'avenir, les paramètres climatiques de la commune estimés pour 2050 selon différents scénarios d’émission de gaz à effet de serre sont consultables sur un site dédié publié par Météo-France en novembre 2022.

## Urbanisme

### Typologie
Au 1er janvier 2024, Le Pescher est catégorisée commune rurale à habitat dispersé, selon la nouvelle grille communale de densité à 7 niveaux définie par l'Insee en 2022.
Elle est située hors unité urbaine. Par ailleurs la commune fait partie de l'aire d'attraction de Brive-la-Gaillarde, dont elle est une commune de la couronne,. Cette aire, qui regroupe 80 communes, est catégorisée dans les aires de 50 000 à moins de 200 000 habitants,.

### Occupation des sols
L'occupation des sols de la commune, telle qu'elle ressort de la base de données européenne d’occupation biophysique des sols Corine Land Cover (CLC), est marquée par l'importance des territoires agricoles (56,5 % en 2018), en augmentation par rapport à 1990 (55,5 %). La répartition détaillée en 2018 est la suivante : 
forêts (43,5 %), prairies (30,1 %), zones agricoles hétérogènes (26,4 %).
L'évolution de l’occupation des sols de la commune et de ses infrastructures peut être observée sur les différentes représentations cartographiques du territoire : la carte de Cassini (XVIIIe siècle), la carte d'état-major (1820-1866) et les cartes ou photos aériennes de l'IGN pour la période actuelle (1950 à aujourd'hui).

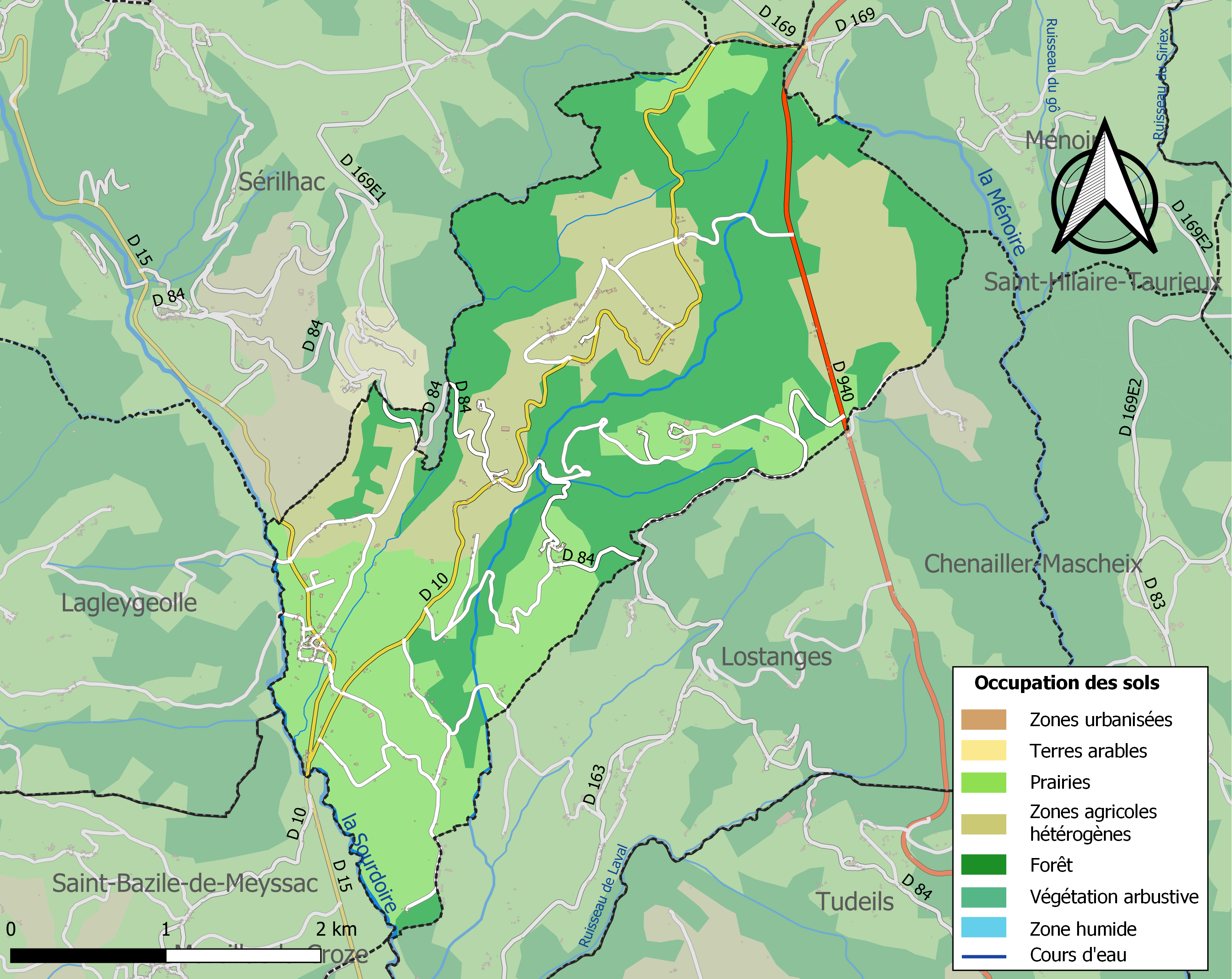
Carte des infrastructures et de l'occupation des sols de la commune en 2018 (CLC).

### Transport routier
- Réseau Réseau interurbain de la Corrèze

### Risques majeurs
Le territoire de la commune du Pescher est vulnérable à différents aléas naturels : météorologiques (tempête, orage, neige, grand froid, canicule ou sécheresse), inondations, feux de forêts, mouvements de terrains et séisme (sismicité très faible). Il est également exposé à un risque particulier : le risque de radon. Un site publié par le BRGM permet d'évaluer simplement et rapidement les risques d'un bien localisé soit par son adresse soit par le numéro de sa parcelle.

#### Risques naturels
Certaines parties du territoire communal sont susceptibles d’être affectées par le risque d’inondation par débordement de cours d'eau, notamment la Ménoire et la Sourdoire,.

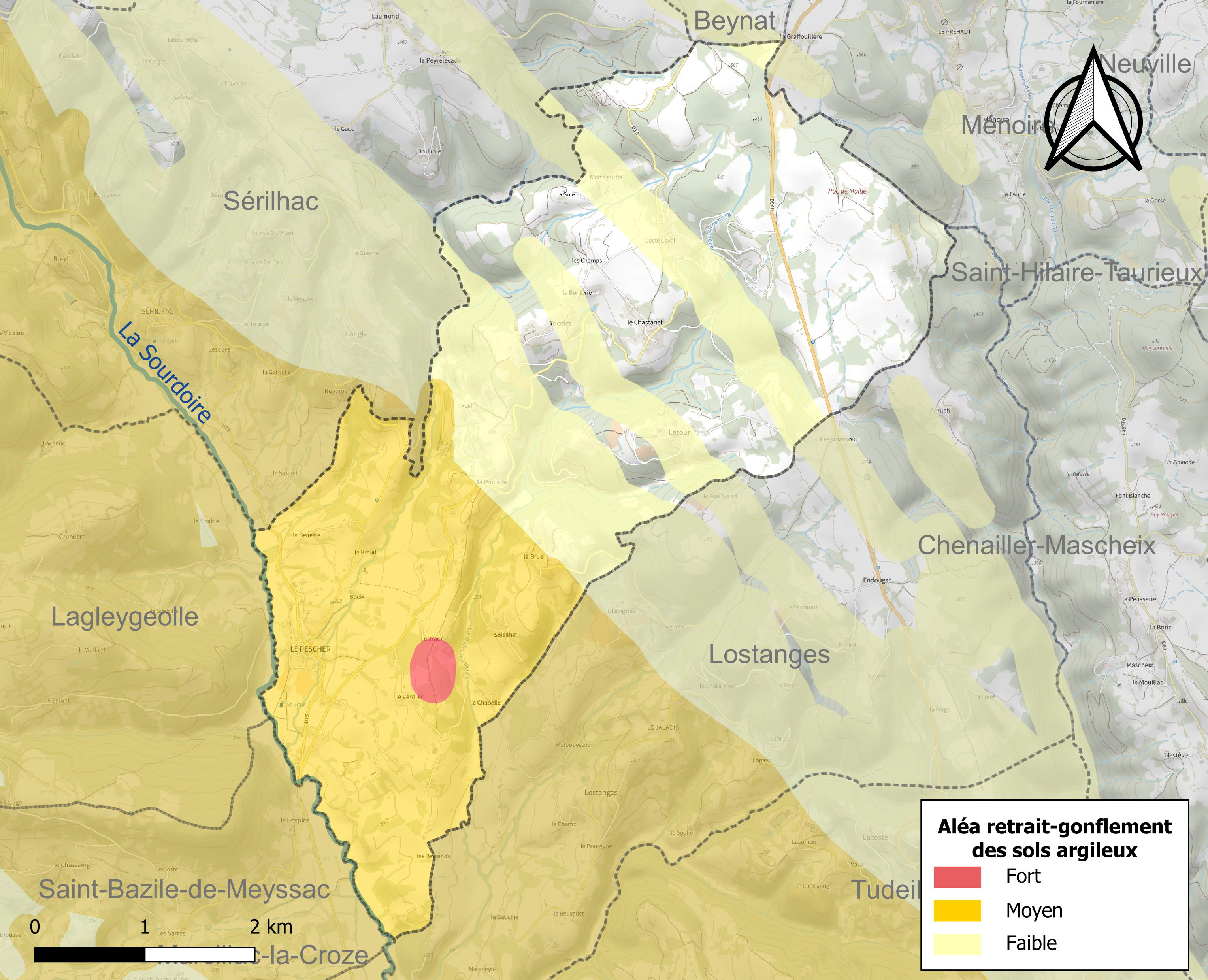
Carte des zones d'aléa retrait-gonflement des sols argileux du Pescher.

La commune est vulnérable au risque de mouvements de terrains constitué principalement du retrait-gonflement des sols argileux. Cet aléa est susceptible d'engendrer des dommages importants aux bâtiments en cas d’alternance de périodes de sécheresse et de pluie. 36,3 % de la superficie communale est en aléa moyen ou fort (26,8 % au niveau départemental et 48,5 % au niveau national). Sur les 211 bâtiments dénombrés sur la commune en 2019, 138 sont en aléa moyen ou fort, soit 65 %, à comparer aux 36 % au niveau départemental et 54 % au niveau national. Une cartographie de l'exposition du territoire national au retrait gonflement des sols argileux est disponible sur le site du BRGM,.
Concernant les feux de forêt, aucun plan de prévention des risques incendie de forêt (PPRIF) n’a été établi en Corrèze, néanmoins le code de l’urbanisme impose la prise en compte des risques dans les documents d’urbanisme. Le périmètre des servitudes d'utilité publique et des zones d'obligation légale de débroussaillement pour les particuliers est quant à lui défini pour la commune dans une carte dédiée.

#### Risque particulier
Dans plusieurs parties du territoire national, le radon, accumulé dans certains logements ou autres locaux, peut constituer une source significative d’exposition de la population aux rayonnements ionisants. Certaines communes du département sont concernées par le risque radon à un niveau plus ou moins élevé. Selon la classification de 2018, la commune du Pescher est classée en zone 3, à savoir zone à potentiel radon significatif.

## Histoire
Le Pescher est une partition du village de Sérilhac qui se fit en deux temps : création difficile de la paroisse en 1877 puis décret de fondation de la commune en 1897.
ORIGINES DU CHATEAU : Le château du Pescher(1) a très probablement été bâti dans le courant du XIe siècle afin de contrôler la haute vallée de la Sourdoire, véritable couloir d’invasion mettant en communication deux bassins versants distincts : celui de la Dordogne et celui de la Corrèze, séparés par le seuil du Planchat.
Le patronyme, le toponyme, le château et sa seigneurie sont connus dès l’aube du second Moyen Âge et affirment l’importance que cette place forte stratégique avait alors. En effet, Félize – alias Hélix, Félise ou Élise – dame du Pesch(i)er, née en 1165, épouse en 1180 Hercule de Saint-Chamans, chevalier, seigneur de Saint-Chamant en Limousin(2). Il est appelé par La Chesnayte Desbois Hercule de Saint-Chamans du Pescher(3). De leur union naquit Léonard, lui-même seigneur de Saint-Chamans, marié en 1212 à Marie de Scorailles. Bien qu’ayant essaimé en Auvergne, les Saint-Chamans se disaient, encore au XVIe siècle, seigneur du Pescher, de Branceilles, de Saint-Marc, etc.
SEIGNEURIE DU PESCHER : La seigneurie du Pescher est un fief en justice dont le seigneur rendait foi et hommage au vicomte de Turenne dès le XIVe siècle. En 1401, le fief est confirmé appartenir aux Aymar(d) de Lostanges puis passe par alliance aux La Brande(4) puis aux Ce(p)pes. La terre de Lostanges, à toute proximité du Pescher qu’il surplombe, « qui a donné son nom à une maison qui était considérable dès le XIIe siècle », a eu pour premiers seigneurs une ancienne famille du nom d’Adémar ou Aymar(d). Marthe épousa Bertrand de la Brande, damoiseau, coseigneur de Beyssac, descendant de Aimeri, chevalier, vivant en 1243. Unique héritière des Aymar(d), ses enfants en recueillirent les biens vers 1350, à charge pour eux de porter le nom et les armes des Aymard de Lostanges. Les La Brande – devenus Aymard de Lostanges – et les Ce(p)pes leurs alliés détinrent le Pescher en co-seigneurie ; elle échut ensuite à Gilbert et Raymond d’Ornhac, ce dernier mort vers 1390, puis à ses fils Jean et Guillaume et de là aux Conros(5) qui le titrèrent baronnie puis vicomté à la fin du XVIIe siècle et même comté en 1729, et enfin aux Saint-Chamant et à l’antique famille des Cars.
GUERRES FRANCO-ANGLAISES(6) : Jean et Guillaume d’Ornhac, emboîtant les pas de leur père et oncle Raymond et Gilbert, s’affranchirent de leurs devoirs féodaux envers les vicomtes de Turenne et prirent fait et cause pour les bandes anglaises qu’ils servirent et avitaillèrent sans retenue : alors que Guillaume et Raymond de Beaufort, vicomte de Turenne, servaient la cause française, les deux seigneurs de Sérilhac et du Pescher servaient les Anglais. Non seulement ils apportèrent des secours à Gunet del Peyronnet, l’un de leurs capitaines, mais ils permirent à un autre capitaine, Romanet Desort de s’emparer du château de Sérilhac – el repaire de Saralhac – en 1381 ou 1382 et à un troisième, Nolot-Barbe qui commandait à Beynat, d’entrer dans celui du Pescher. La perte de ses deux châteaux causa un préjudice énorme à toute la vicomté. Raynaud de Lasteyrie, lieutenant du vicomte et presque tous les gentilshommes du pays furent faits prisonniers et « il en coûta des sommes considérables pour les libérer ». Ne pouvant tolérer cette situation, le vicomte de Turenne, petit-neveu du pape Clément VI, capitaine des armes du Comtat-Venaissin et capitaine pontifical, fit saisir le 7 mars 1389 les deux châteaux de Sérilhac et du Pescher et toutes les terres occupées par les rebelles. Le jugement condamnant Gilbert et Jean d’Ornhac pour refus d’hommage au vicomte de Turenne et soutien accordé aux Anglais fut confirmé le 7 janvier 1407. Les choses n’en restèrent pas là puisque les échauffourées se multiplièrent pendant encore sept années puisque, finalement, les frères d’Ornhac rendaient hommage au vicomte en 1414.
GUERRES DE RELIGION : en 1586, le château subit le siège de six cents huguenots conduits par Guiscard de Cavagnac, un lieutenant du vicomte de Turenne. Jean de Saint- Chamant, auquel les seigneurs de Gimel, de Marcillac et de Pompadour vinrent prêter main-forte, réussit à faire lever le siège et les assaillants durent s’enfuir et se réfugier dans les maisons du village. Ils eurent la vie sauve et purent battre en retraite à la condition toutefois d’abandonner les pièces d’artillerie avec lesquelles ils battaient le château.
DEMANTELEMENT : Pillé le 13 mai 1792, le château féodal du Pescher qui avait miraculeusement échappé aux pillages et aux destructions de la guerre de Cent Ans, fut livré au pic des démolisseurs pendant la Terreur de sinistre mémoire. Le cadastre dit napoléonien, levé ici en 1835, représente les douves inondées par le détournement du ruisseau du Breuil et, par voie de conséquence, l’emprise au sol du château. Rien toutefois ne permet d’en déduire les élévations.
CHAPELLE CASTRALE ET EGLISE PAROISSIALE : La chapelle castrale est connue dès avant le XVIe siècle. Placée sous le vocable de Saint Jean l’Évangéliste, elle faisait probablement office d’église paroissiale. C’est au seigneur qu’appartenait le pouvoir de présenter à la vicairie. Marguerite Green de Saint-Marsaud, veuve de Jean-Antoine de Saint-Chamant et tutrice de ses enfants nomma à cette vicairie : en 1663, Henri de Saint- Martial, vicomte du Pescher en 1684 ; en 1722 Charles-Louis son fils. Le 13 septembre 1779, Jean Chabrignac, prêtre, était présenté pour le petit bénéfice par le seigneur de Saint-Chamant, successeur des Saint-Martial. À la toute fin du XIXe siècle la chapelle fut profondément modifiée, surhaussée et agrandie de toutes parts (collatéraux, clocher, transept, presbytère, ...) pour devenir l’église paroissiale que nous connaissons, placée par confusion sous le vocable de saint Jean Baptiste. Poulbrière indique qu’il aurait existé une chapelle dédiée à saint Roch, érigée « sur le bord du ruisseau du Breuil et à l’extrémité du champ de foire, en un point aujourd’hui occupé par une croix de pierre ». De cette chapelle, il ne resterait que la statue de saint Roch actuellement dans l’église paroissiale.
1 Cette notice est en tout ou partie issue du Dictionnaire historique et archéologique des paroisses du diocèse de Tulle de l’abbé Jean-Baptiste Poulbrière, tome II, Tulle, J. Mazeyrie, 1894-1899 pour la première édition, et du Nobiliaire du diocèse et de la généralité de Limoges de l’abbé Joseph Nadaud, 4 vol., Limoges, Vve Ducourtieux, 1882-1886 là aussi pour la première édition.
2 Le château de Saint-Chamans se situe entre Tulle et Argentat. Du logis médiéval ne subsiste qu’une tour résidentielle massive de plan circulaire.
3 cf. La Chesnaye des Bois, tome 6, page 231.
4 D’argent au lion de gueules, lampassé, armé et couronné d’azur, accompagné de cinq étoiles de gueules en orle. Les Lostanges se transportèrent en Périgord au XVe siècle.
5 Vieille famille issue de Guillaume de Conros, fils bâtard d’Astorge d’Orelhac, légitimé et anobli en 1341.
6 cf. Augustin Vayssière, « Les seigneurs de Sérilhac et les vicomtes de Turenne » in Bulletin de la Société scientifique, historique et archéologique de la Corrèze, t. VI, 1884.

## Politique et administration

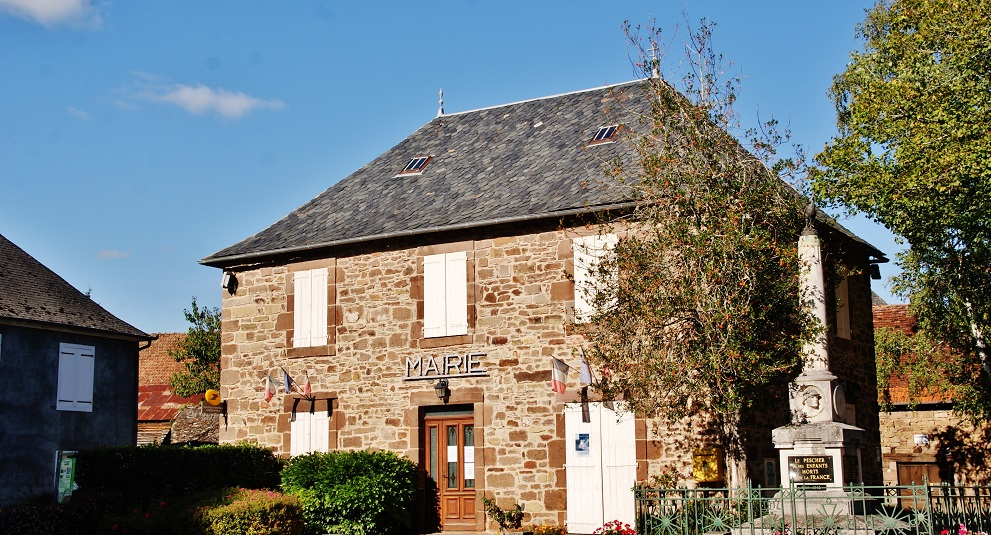
La mairie.

| Période   | Période  | Identité                                    | Étiquette | Qualité     |
| --------- | -------- | ------------------------------------------- | --------- | ----------- |
| mars 2001 | 2014     | Christiane Monteil                          | UMP       |             |
| mars 2014 | En cours | Éric Galinon Réélu pour le mandat 2020-2026 | Divers    | Agriculteur |

## Démographie
L'évolution du nombre d'habitants est connue à travers les recensements de la population effectués dans la commune depuis 1901. Pour les communes de moins de 10 000 habitants, une enquête de recensement portant sur toute la population est réalisée tous les cinq ans, les populations de référence des années intermédiaires étant quant à elles estimées par interpolation ou extrapolation. Pour la commune, le premier recensement exhaustif entrant dans le cadre du nouveau dispositif a été réalisé en 2006.

En 2022, la commune comptait 358 habitants, en évolution de +25,61 % par rapport à 2016 (Corrèze : −0,59 %, France hors Mayotte : +2,11 %).
| 1901 | 1906 | 1911 | 1921 | 1926 | 1931 | 1936 | 1946 | 1954 |
| ---- | ---- | ---- | ---- | ---- | ---- | ---- | ---- | ---- |
| 808  | 806  | 768  | 607  | 559  | 543  | 523  | 493  | 437  |

| 1962 | 1968 | 1975 | 1982 | 1990 | 1999 | 2006 | 2011 | 2016 |
| ---- | ---- | ---- | ---- | ---- | ---- | ---- | ---- | ---- |
| 416  | 349  | 297  | 265  | 249  | 267  | 270  | 276  | 285  |

| 2021 | 2022 | - | - | - | - | - | - | - |
| ---- | ---- | - | - | - | - | - | - | - |
| 335  | 358  | - | - | - | - | - | - | - |

## Culture et sports

### Shotokan Karaté
L'association Shotokan Karaté organise des cours et des stages de karaté sous l'autorité de Dominique Nguyen. Le club a produit des champions régionaux et nationaux en kumité et en kata.

## Lieux et monuments
- L'étang central est un vestige des douves du château médiéval.
- L'église paroissiale Saint-Jean-Baptiste.

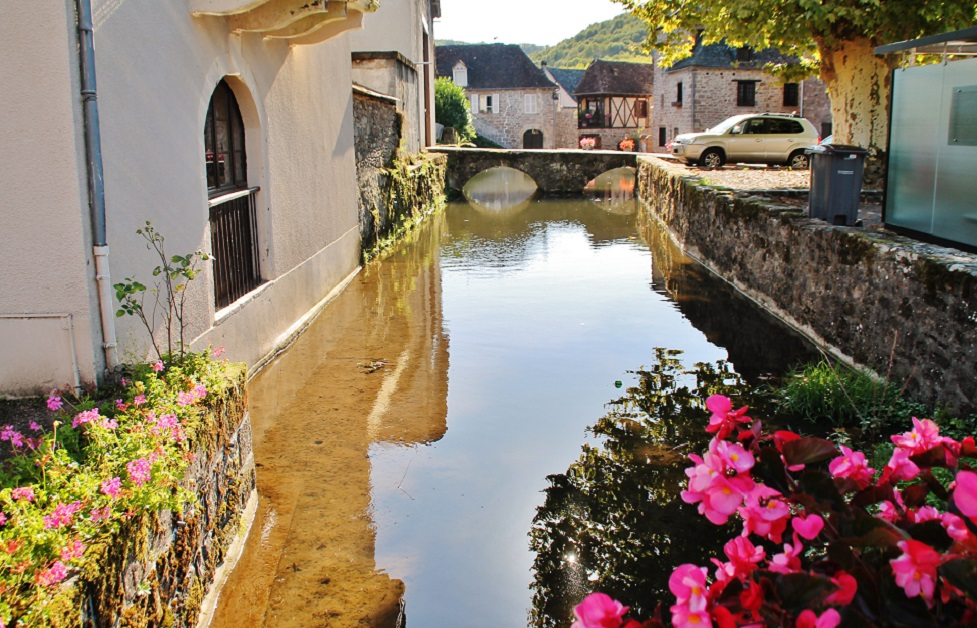
L'étang.
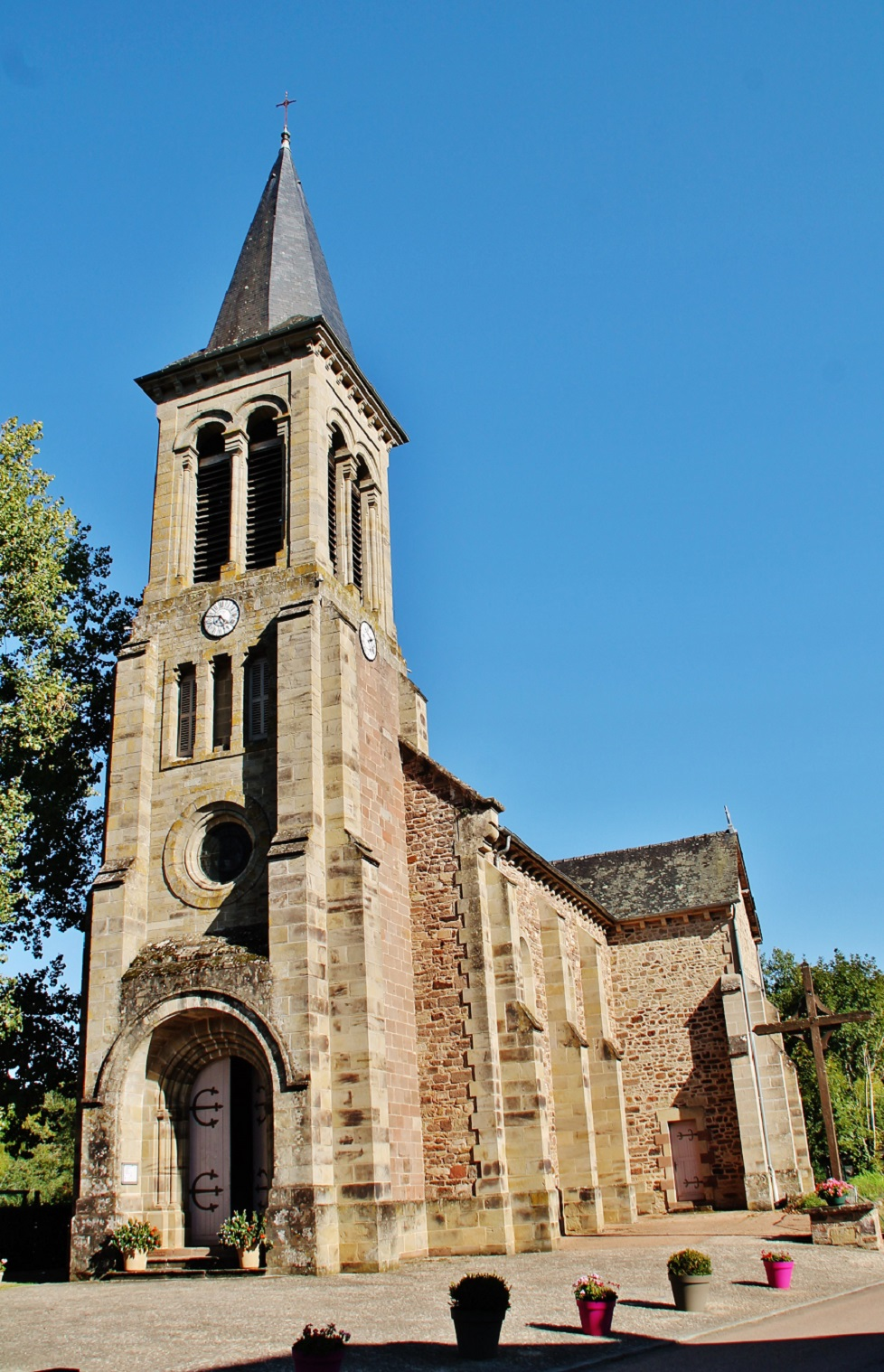
L'église paroissiale Saint-Jean-Baptiste.
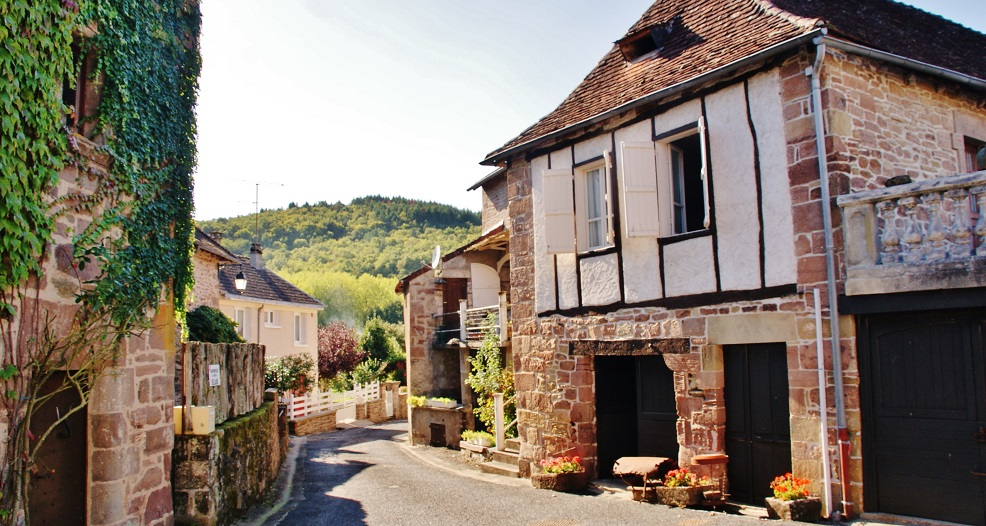
Rue du bourg.

## Héraldique
| Blason de Le Pescher | Blason  | Parti : au 1er d'or à trois corbeaux de sable, au 2e de sinople à trois fasces d'argent à la dentelure de même en chef. |
| Blason de Le Pescher | Détails | Armes des Ornhac et des Saint-Chamant. Blason voté le 27 mai 1986.                                                      |